# Дубровачка република (1991—1992)
Дубровачка република или званично Република Дубровник, била је краткотрајна самопроглашена држава коју је крајем 1991. године у Цавтату прогласила група дубровачких сепаратиста окупљена око Покрета за Дубровачку републику на челу са јавним тужиоцем из овог града, Александаром Ацом Аполониом.
Ова самопроглашена држава је истакла претензије на територију некадашње Дубровачке републике која се протезала од Неума до Превлаке, а била би у саставу неке нове Југославије. Држава је фактички престала да постоји после повлачења ЈНА са дубровачког ратишта 4. маја 1992. године.

## Средњовековна Дубровачка република
Након разарања Епидаура (античког Цавтата), почетком 7. века у уже језгро данашњег Дубровника стижу романске избеглице које оснивају насеље Рагуза. У њиховом залеђу, али и уз саму обалу насељавају се српска племена која уз ово насеље оснивају своје названо по дубокој храстовој шуми Дубрава. Уски мочварни канал који је делио два насеља, насут је током 10. века, а цео град је опасан зидинама, тако је град уједињен, а касније ће превагнути име Дубровник. Од свог оснивања, па све до 12. века, Дубровник је улазио у састав византијских тема. Након пада Цариграда 1204, Дубровчани признају власт Венеције, али успевају задржавати широку аутономију.
Успоном српских кнежевина Захумља, Травуније, Рашке, те Дукље и Босне, Дубровник постаје град-република и најзначајнији трговачки центар на источном Јадрану. Након пораза Млечана од стране Угарске 1358. град се развија у самосталну републику, која ће постојати све до 1806. када ће је заузети Наполеонове снаге и 1808. припојити новоствореним Илирским провинцијама.
Поразом Наполеонове Француске, сходно одлуци Бечког конгреса 1815. године, територија некадашње Дубровачке републике је припојена Аустријском царству. У саставу ове царевине Дубровник са околином остаје све до њеног распада 1918. године. Италијански језик постаје службени језик Дубровника, па деловање илирског покрета, а касније и покрета католичких Срба наилази на јак одјек у дубровачком грађанству.

## Модерна историја Дубровника

### Дубровник у Југославији
Пред крај Првог светског рата, у град су стигли први одреди српске војске, након чега је Дубровник прикључен новоформираној Југославији у којој ће остати све до њеног распада 1991-1992. године. За све ово време, Дубровник је важио као најпознатије туристичко одредиште Југославије.
Осим српских националиста у граду значајније почињу деловати и хрватски, што доводи до првих сукоба унутар католичког клира, па се током периода између два светска рата, забрањује национално изјашњавање Дубровчана, а 1939, Дубровник из окриља Зетске бановине, прелази под управу новоформиране Хрватске бановине.
Током Другог светског рата, за управу над градом се борило чак пет армија: немачка, италијанска, усташка, четничка и напокон с краја 1944. и партизанска. У том периоду су почињени многи злочини, најпре усташки злочини над Србима и Јеврејима, а затим и комунистички злочини над „сумњивим елементима“, док усташки командант Иво Ројница бежи у Аргентину.
У социјалистичкој Југославији Дубровник постаје део Народне/Социјалистичке Републике Хрватске, а нове власти након 1945. досељавају неколико хиљада колониста из руралних делова западне Херцеговине како би „пролетизирале град“, јер је град важио за „буржујско легло“. Након Хрватског прољећа, ово досељавање постаје организованије и масовније, што значајно мења демографску слику општине. То изазива сукоб староседелаца и колониста, који постаје знатно видљивији почетком 90их. Коначно, након рата, пописне комисије и званично добијају задатак да сви католици српско-хрватског порекла, без обзира на њихов национални став, буду пописани као Хрвати. Овим репресијама се практично завршава национална прекомпозиција католичких Срба у корист Хрвата.
Године 1990. Република Хрватска се проглашава наследницом СР Хрватске, а следеће године проглашава независност од Југославије. Федералне власти не признају ову одлуку и задржавају јединице Југословенске народне армије (ЈНА) на делу њене територије, укључујући и један део Дубровачке општине.

### Милитаризација Хрватске и почетак рата
Почетком 1990их година са увођењем вишестраначког парламентаризма на простору Југославије, у Дубровнику се формирају нове политичке партије. Њихова идеологија је била разнолика, од ултранационалистичког ХДЗ-а Фрање Туђмана, који са симпатијама гледа на усташки покрет и НДХ (1941-1945), до аутономашких и сепаратистичких идеја Покрета за Дубровачку републику који оживљавају идеје о Дубровачкој републици, налик на савремени Монако, Сан Марино или Хонгконг, одбацујући наметнуту хрватску националну идеологију.
На првим одржаним изборима у априлу 1990. године, странка ХДЗ, осваја 39% гласова у Дубровнику, али због компликоване и сумњиве изборне процедуре, у Сабор Републике Хрватске шаље 3 од 4 могућа заступника из овог града. Због ових изборних мањкавости, јавља се незадовољство код опозиције. На сличан начин, ова странка осваја власт у целој Хрватској.
Нове власти до децембра 1990. мењају устав, име и симболе државе, а до јануара 1991. успевају незаконито наоружати и део свога чланства (случај Шпегељ). У априлу 1991. власти су незаконито формирале главнину, а до маја и комплетну незакониту армију од 90.000 наоружаних припадника названу Збор народне гарде (ЗНГ).

### Дубровачко ратиште
Како Дубровник пре рата није имао војних објеката (касарне), ЗНГ за ове потребе користи неке дубровачке хотеле. Од 12. септембра 1991. хрватске снаге покрећу организоване нападе на ЈНА на простору целе Хрватске. Снаге ЗНГ нападају ЈНА и у Босни и Херцеговини (Посушје, Ливно и коначно Требиње).
Након ових напада ЈНА покреће противофанзиву из Требиња и Црне Горе. За неколико следећих дана ЈНА заузима Чилипе и Цавтат, а 24. октобра извршен је поморски десант на Купаре. Месец дана након тога, заузима и Мокошицу, предграђе Дубровника. Половином новембра, Југословенска ратна морнарица (ЈРМ) се повлачи са обала средње ка јужној Далмацији и ту у околини Дубровника ће остати све до почетка маја 1992. године. За то време ЈРМ ограничава сву пловидбу према граду, што ће касније бити названо блокада Дубровника.
Након ове офанзиве, Сабор Хрватске и влада Словеније, проглашавају независност 8. октобра 1991. и траже међународно признање, као и повлачење ЈНА из ових република. Неке владе земаља западне Европе најављују признања, а медији ових земаља, извештавају о „варварском разарању града од стране ЈНА“, изостављајући запажањима посматрача УН-а, да су мета напада Југословенске војске углавном они хотели и објекти које хрватска паравојска користи као војне (кровови хотела, болница и других јавних установа, чак и оних у старом језгру града).
Због овакве медијске слике, владе многих земаља оптужују Србију и Црну Гору за рат у Хрватској и захтевају хитан прекид борби око Дубровника. Југословенска страна 23. новембра у Женеви, прихвата повлачење војске из касарни Хрватске, а војску северно од Дубровника премешта у требињску општину. Четири дана касније, Савет безбедности УН-а доноси одлуку о упућивању снага Унпрофора у Хрватску. Борбе се обнављају 6. децембра, када у граду страда 14 лица, након чега се поново успоставља примирје све до коначног повлачења ЈНА са овог подручја.

## Обнављање Дубровачке републике
Идеја о обнављању Дубровачке републике, од њеног гашења, практично никад није замрла. Она је временом само мењала форму свог деловања кроз културне, политичке, аутономашке и на крају сепаратистичке идеје. Тако се током аустријске владавине, у знак отпора туђинској власти, јављају културолошки покрети Дубровчана, видљиви кроз деловање најпре илирског, а онда и српског католичког покрета. Из ових покрета се рађа и прва народна партија — Српска народна странка, која ће дуго владати градом.
Током југословенског периода, Дубровник је важио као најпознатије туристичко одредиште ове државе, али током овог периода граду и општини је промењена демографска слика. Два кључна разлога овог процеса су била: масовна колонизација Дубровника од стране католичких Хрвата и погрешна политика, најпре Краљевине (о забрани националног изјашњавања), а затим комуниста (о кроатизацији свих дубровачких католика).
Злочини које су починиле усташке, а затим и партизанске снаге, Дубровчани нису тако брзо заборавили иако се због репресивног комунистичког система о овоме дуго ћутало. Крајем 1980их у целој Југославији, па и у Дубровнику, јављају се израженији покрети за слободом говора. Ова слобода ће допринијети да се коначно јавно почне расправљати о свим заташканим злочинима, демографским и националним променама, о сукобу староседелаца и колониста, о националној и етничкој припадности Дубровчана, о положају Дубровника унутар Хрватске и Југославије.

### Проглашење Републике
Почетком 1990их година са увођењем вишестраначког парламентаризма на простору Југославије, у Дубровнику поново оживљавају аутономашке, па и сепаратистичке идеје о Дубровачкој републици, налик на савремени Монако, Сан Марино или Хонгконг. Припадници ових идеја одбацују наметнуту хрватску националну идеологију и себе виде као југословенски (Странка Југословена) или дубровачки родољуби, а неретко своју идеологију наслањају и на тзв. великосрпску хегемонију. Неколико оваквих удружења, политичких или културних покрета грађана се почетком 1991. окупља око Покрета за Дубровачку републику, који све јасније износи свој захтев за политичком аутономијом Дубровника.
Сукоб хрватских сепаратиста и југословенских федералиста, аутономаши су схватили као добру прилику да обнове своју републику, која би касније могла приступити некој новој Југославији.
Дубровачка република проглашена је 24. новембра 1991. у Цавтату, на скупу у хотелу „Кроација“. На овом скупу успостављено је Мало вијеће Дубровачке републике као орган власти Републике. Вијеће је имало 12 чланова, међу којима су били Александар Аполонио, Иво Ланг, Миро Братош, Мирко Вујачић, Блажо Злопаша и Угљеша Јовић. Скупу је присуствовао већи број грађана из Дубровника, Цавтата, Конавала, Млина и Купара. Том приликом, учесницима скупа, као и окупљеним грађанима обратио се новоизабрани премјер самопроглашене републике Александар Ацо Аполонио:
Ми уживамо овдје слободу. А Југословенска народна армија никада није била окупаторска сила, како фашистичке и усташке власти покушавају да је оцрне. Она нам овдје гарантује слободан живот и услове да властитим напорима оправљамо оно што је ратом порушено. Идеја за формирање Републике Дубровник,  живи одавно, али није смјела да се слободно изражава. Она тражи једно сасвим друго уређење и од онога које су Дубровчани имали од 1944. а поготово од овога у посљедњим годинама. Више се нећемо наћи у ситуацији, да нам увозе ратове, да нам увозе хорде, да нам увозе мржњу. Дошло је вријеме да подигнемо главе, да кажемо да дубровачки крај и град припадају Дубровнику.

### Деловање и пропаст Републике
Идеја аутономашког покрета била је одвајање бивше Општине Дубровник, а сада Дубровачке републике од Хрватске, међународна заштита и међународно признање државе, те касније, њен улазак у састав неке нове, будуће југословенске федерације са другим републикама бивше СФРЈ које то желе. Било је и идеја о формирању прве бесцаринске зоне у јужној Европи.
Након формирања нових власти, очекивана подршка других федералних јединица бивше Југославије, па чак и Србије је изостала. Српска влада никад није давала никакве изјаве у прилог власти самопроглашене републике, нити је укључивала Дубровачку републику у своје политичке дискусије. Једина отворена подршка властима републике стигла је од Српске радикалне странке и њеног лидера Војислава Шешеља, као и од лидера босанскохерцеговачких Срба Радована Караџића.
Деловање Малог вијећа на простору територија под контролом ЈНА било је симболично, јер је стварна полицијска и судска власт била у рукама југословенске војске. Ипак, значај деловања ових власти лежи у њиховом покушају нормализације цивилног живота на овим територијама.
У јануару 1992. године председник Српске радикалне странке Војислав Шешељ изразио је намеру за оснивањем Велике Србије, уместо „треће Југославије“, која би се састојала од тадашње Србије, Црне Горе, Босне и Херцеговине, Републике Српске Крајине и Дубровачке републике. Иако је утицај ове странке и њеног лидера на простору Дубровника био незнатан, критичари аутономашког покрета у Дубровнику, најчешће злонамјерно повезују ова два покрета, као и улогу ЈНА на Мало вијеће Републике.
На иницијативу Немачке, европске земље признају Хрватску и Словенију 15. јануара 1992. године, а почетком априла, ЈНА креће са повлачењем свих својих јединица са Дубровачког ратишта.
Повлачењем југословенске војске са овог подручја, у страху од хрватског реваншизма, аутономаши одлучују да распусте Мало вијеће и да заједно са војском привремено напусте Дубровачку регију. Овим чином, самопроглашена Република се фактички угасила. Заједно са војском из овог подручја се повлачи и неколико хиљада цивила (неке процене говоре о преко 10.000 избеглица), махом симпатизера Републике, док унутар општине и остатку Хрватске бива расејано додатних 25.000 Дубровчана.

## Аутономашки покрет након краха Републике
Након краха републике, плашећи се одмазде, већи део њених симпатизера је избегао са подручја Хрватске. Вођа аутономашког покрета и први премијер Републике, Александар Ацо Аполонио избегао је у Београд, где је живео све до своје смрти. Због својих политичких ставова о аутономији Аполонио је у Хрватској већ почетком 1990их осуђен на чак 12 година затвора, што је очигледно требало да буде пример за друге следбенике сличних идеја. Због проглашења републике, Аполонио, Иво Ланг и други су додатно прогањани и осуђивани, а њихово блаћене чак и у јавним медијима је настављено и касније.
Након пропасти Републике, хрватски шовинизам јача на овом подручју, а на мети су му често бивши симпатизери Републике. Хрватске власти 1990их рехабилитују усташки покрет, а вођу дубровачких усташа Иву Ројницу, који се након 1945, иако на смрт осуђен због ратних злочина, скрасио у Аргентини, најпре именују за амбасадора у овој земљи, а затим га и награђују орденом кнеза Бранимира. Такође, у мају 2002. године на периферији Дубровника отворен је мост који носи назив по контроверзном председнику Хрватске — Мост Фрање Туђмана.
Током 2000их у Дубровнику поново оживљавају аутономашке идеје, како се наводи „због нарастајућег хрватског шовинизма, као и због економског назадовања града”. У граду и жупанији (која покрива предратну дубровачку општину) делује неколико странака које се залажу за ове идеје, а подршку имају и од избеглих симпатизера за обнављање републике. Осим ових аутономашких странака, у граду и избеглиштву, делују бројне организације које се залажу за давање већих регионалних овлаштења Дубровачкој жупанији.